# CD3
Il CD3 è un co-recettore delle cellule T e 1-T (CD significa cluster di differenziazione), conosciuto anche come T3, è un complesso di proteine transmembrana composto da tre catene distinte, una delle quali ripetuta una volta. 

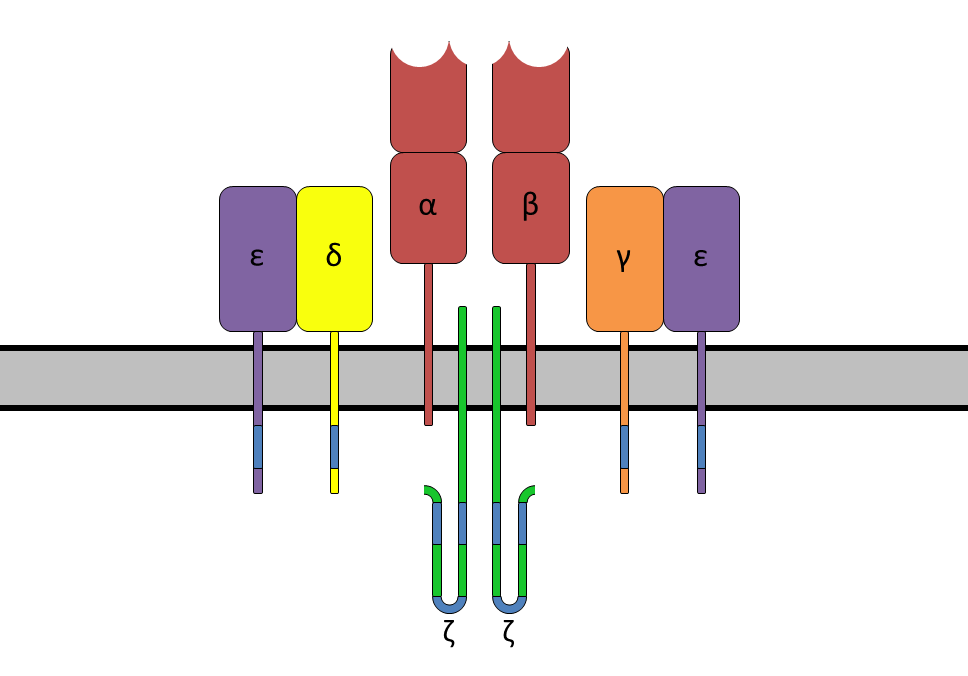
Schema del recettore delle cellule T, in rosso: TCR-α e TCR-β, in viola giallo ed arancione le tre sub unità del CD3 ed in verde la catena-ζ

Nei mammiferi, il complesso contiene una catena CD3γ, una catena CD3δ, e due catene CD3ε. Queste catene si associano ad una molecola denominata recettore delle cellule T (TCR), la catena ζ è in grado di generare un segnale di attivazione per i linfociti T. Il TCR, catena-ζ e CD3 costituiscono il complesso TCR.
Alcune delle sue subunità sono prevalentemente extracellulari ed altre intracellulari, si legano al recettore delle cellule T (TCR) e sono fondamentali nella trasduzione del segnale che origina da quest'ultima molecola. È stato dimostrato che il CD3 è indispensabile per la corretta espressione del TCR e di conseguenza per la maturazione dei linfociti T.
La molecola è considerata come la parte intracellulare del TCR tanto che le subunità vengono nominate γ, δ, ε come fossero il seguito del dimero α- β del TCR.
La subunità delta (CD3δ) nell'uomo viene codificata dal CD3D posizionato sul cromosoma 1123q, in tale sito del cromosoma 11 si ritrovano anche CD3E e CD3G i quali codificano rispettivamente per la sub unità epsilon (CD3ε) e gamma (CD3γ).

## Struttura

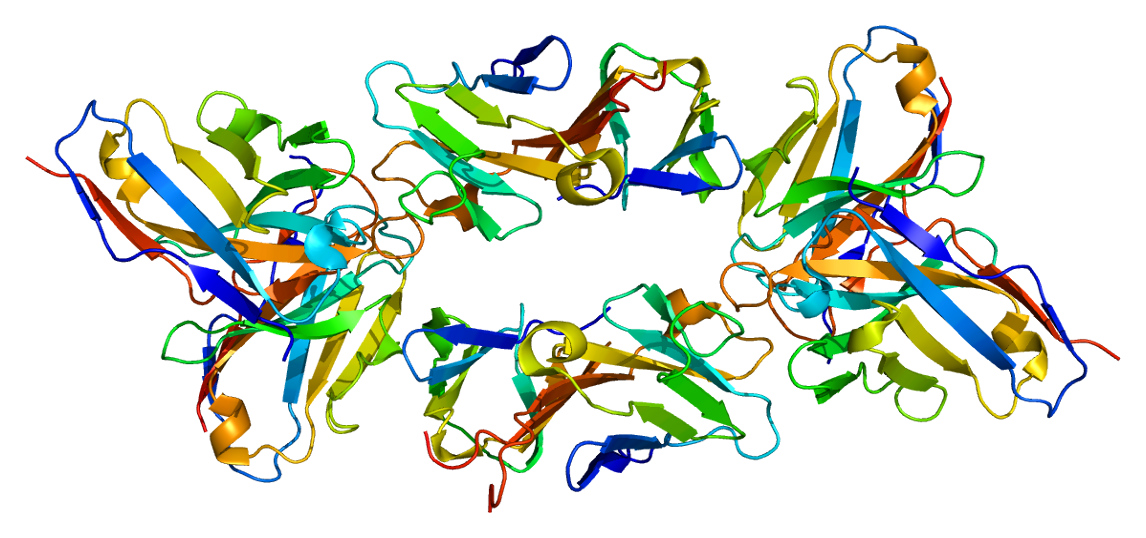
Struttura proteica della sub unità CD3δ codificata sul cromosoma 11 a 117.72-117.72 Mb

Le subunità CD3γ, CD3δ e CD3ε sono catene altamente correlate alle proteine di superficie cellulare della superfamiglia delle immunoglobuline contenenti un singolo dominio extracellulare.
La regione transmembrana delle catene CD3 è carica negativamente (contiene residui di aspartato nella regione transmembrana), tale caratteristica consente l'associare di queste catene con le catene di TCR cariche positivamente.
Le code intracellulari delle molecole CD3 sono formate da un unico motivo conservato definito Immunoreceptor tyrosine-based activation motife (sequenza di attivazione dell'immunorecettore basata sulla tirosina) o ITAM, che è essenziale per la capacità di segnalazione del TCR.

## Immunoistochimica

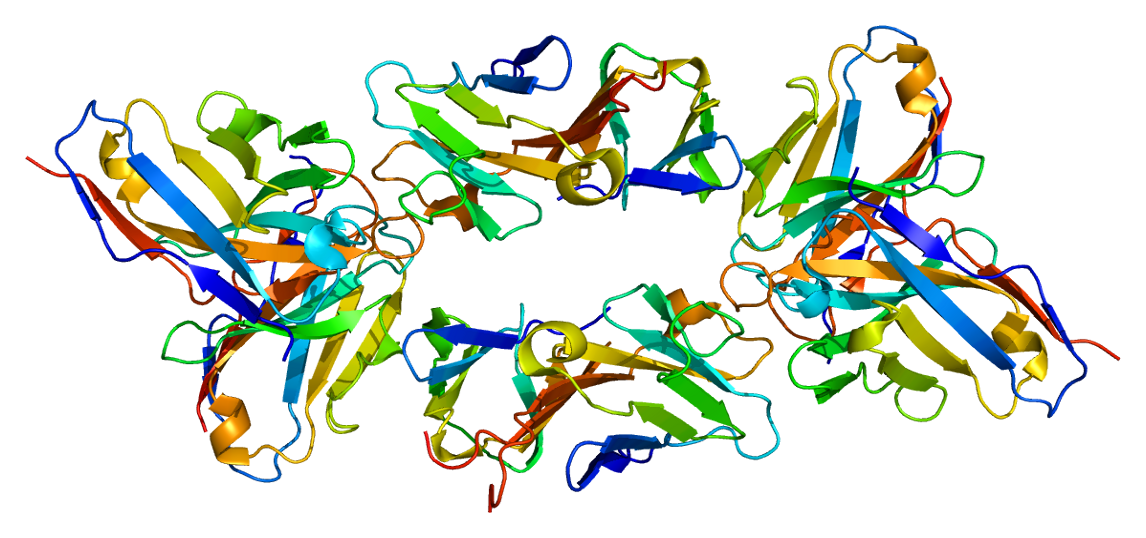
Struttura proteica della sub unità CD3ε codificata sul cromosoma 11 a 117.68-117.69 Mb

Il CD3 viene inizialmente espresso nel citoplasma dei pro-timociti, le cellule staminali da cui derivano le cellule T nel timo. I pro-timociti possono anche differenziarsi in timociti comuni, e poi in timociti midollari, in quest'ultima fase di differenziamento cellulare l'antigene CD3 comincia a migrare verso la membrana cellulare. L'antigene risulta legato alle membrane delle cellule T mature e delle cellule NK, l'antigene non viene espresso in quasi nessun altro tipo di cellula, anche se sembra essere espresso in piccole quantità nelle cellule di Purkinje.
Questa alta specificità nell'espressione dell'antigene, combinata con la presenza del CD3 in tutte le fasi di sviluppo delle cellule T, lo rende un marcatore immunoistochimico utile per le cellule T in istologia. L'antigene rimane presente in quasi tutti i linfomi a cellule T e le leucemie, e può quindi essere utilizzato, tramite marcatura, per distinguere tali patologie da quelle solo apparentemente similari quali le neoplasie linfoidi a cellule B.

## Regolazione
La Fosforilazione dell'ITAM delle catene zeta del CD3,da parte della tirosin chinasi P56lck, conferisce alla catena CD3 la proprietà di legare l'enzima ZAP70 (zeta associato), una chinasi importante nella cascata di segnali intracellulari per l'innesco della cellula T.

## Interazioni farmacologiche
Il CD3 in quanto necessario all'attivazione dei linfociti T, è spesso bersaglio degli anticorpi monoclonali nelle terapie immunosoppressive, per il diabete di tipo 1 e in altre malattie autoimmuni.